# المجلس الاقليمي للمستوطنات "يشع"
المجلس الاقليمي للمستوطنات "يشع" (بالعبرية: מועצת יש"ע) هو منظمة جامعة تضم المجالس البلدية للمستوطنات اليهودية الاسرائيلية في الضفة الغربية (وسابقًا في قطاع غزة). يتكون الاختصار العبري "يشع" من الأحرف الأولى لأسماء المناطق: يهودا، شومرون، وعزة (يهودا والسامرة وغزة).
اعتبارًا من عام 2024، يشغل يسرائيل غانتس منصب رئيس مجلس يشع، بينما يشغل عومر رحاميم منصب المدير التنفيذي.

## التاريخ
تأسس مجلس يشع في الثمانينيات من القرن العشرين كخلفٍ لحركة "غوش إيمونيم" (كتلة المؤمنين)، وهي حركة صهيونية دينية دعت إلى الاستيطان اليهودي في الأراضي الفلسطينية التي احتلتها إسرائيل خلال حرب النكسة عام 1967، أي في الضفة الغربية وقطاع غزة ووادي الأردن . يعتقد مؤيدو هذه الحركة أن الاستيطان يمثل عودة اليهود إلى "أرضهم التوراتية". أصبحت "غوش إيمونيم" منظمة رسمية بعد حرب أكتوبر عام 1973، وكان الصحفي الاسرائيلي يسرائيل هرئيل أحد الناشطين البارزين في غوش ايمونيم، وكان أحد مؤسسي مجلس يشع، بالإضافة إلى كونه المؤسس والمحرر الأول لـ "נקודה" (نِكُودا-نقطة)، وهي مجلة شهرية موجهة للمستوطنين الإسرائيليين و أول صحيفة ناطقة بلسان المستوطنين الاسرائيليين في الضفة الغربية.
كانت المجالس الأربعة الأولى التي انضمت إلى مجلس يشع هي: مجلس غوش عصيون الإقليمي، ومجلس قطاع غزة الإقليمي، ومجلس السامرة الإقليمي، ومجلس ماتي بنيامين الإقليمي. وفي السنوات التالية، تأسست مجالس إضافية، معظمها مجالس محلية، وأصبحت أيضًا أعضاء في مجلس يشع.
في عام 2005، انتقد تقرير ساسون، وهو تقرير رسمي بتكليف من رئيس الوزراء الاسرائيلي انذاك أرئيل شارون، سياسة الاستيطان التي يتبعها مجلس يشع. وخلص التقرير إلى أن المستوطنين أنشؤوا 105 بؤر استيطانية غير قانونية، أكثر من نصفها بُني على أراضٍ لا تعود ملكيتها للدولة، وذلك بتواطؤ مع وزارات حكومية وهيئات عامة.
من 2008 حتى 2010، تولى بنحاس فالرشتاين منصب المدير التنفيذي لمجلس يشع، وكان يُنظر إليه على أنه معتدل بسبب انتقاده لهجمات المتطرفين على القرى الفلسطينية. لكنه استقال في يناير 2010 بعد خلاف مع داني ديان، موضحًا أن "الخلاف بيننا يتعلق بالكَمّ والتوقيت أكثر من كونه خلافًا جوهريًا". من جهته، صرح ياريف أوبنهايمر الأمين العام لمنظمة "السلام الآن" بأن فالرشتاين لم يكن معتدلًا، بل كان أحد المحركين الرئيسيين وراء التوسع الاستيطاني غير القانوني.
في عام 2019، تولى حننئيل دوراني رئاسة مجلس يشع، بينما شغل يغئال دلموني منصب المدير التنفيذي. وضع المجلس خطة لزيادة عدد المستوطنين اليهود في الضفة الغربية ("يهودا والسامرة") من 450 الف الى مليون مستوطن خلال عشر سنوات ، ضمن مشروع "رؤية المليون". صرّح دوراني بأنهم بحاجة إلى "النضال من أجل الاستقلال الإسرائيلي الكامل عن الولايات المتحدة"، حتى لا يكون للقادة الأجانب تأثير على سياسات إسرائيل تجاه المستوطنات في الضفة الغربية.
في مايو 2023، أعلن مجلس يشع أن عدد المستوطنين الإسرائيليين في الضفة الغربية تجاوز نصف مليون بحلول أكتوبر 2022، ما يمثل 5.2٪ من إجمالي سكان إسرائيل. وبلغت نسبة نمو المستوطنين 2.2٪ في عام 2022، مع انتقال 10,755 إسرائيليًا إلى مستوطنات الضفة الغربية. يظل المستوطنون تحت إشراف الجيش الإسرائيلي ووزارة الأمن، نظرًا لأن هذه الأراضي لا تُعتبر رسميًا جزءًا من إسرائيل وفقا للاسرائيليين أنفسهم .

## الأهداف والوصف
يهدف مجلس يشع إلى تعزيز التجمعات الإسرائيلية في يهودا والسامرة وغور الأردن [الضفة الغربية] باعتبارها "قلب أرض الكتاب المقدس ومهد الشعب اليهودي وتراثه". كما يسعى المجلس إلى فرض السيادة الإسرائيلية في الضفة الغربية.

### الأهداف الاستراتيجية للمجلس:[18]
- تأمين حدود دولة إسرائيل.
- حماية المساحات الاستراتيجية لإسرائيل بين نهر الأردن والبحر الأبيض المتوسط.
- تعزيز الحق الإسرائيلي في الأرض من خلال تكثيف الاستيطان في يهودا والسامرة وغور الأردن.

يعمل المجلس على ترسيخ السيادة الإسرائيلية، وتطوير البنية التحتية للنقل والمواصلات، وزيادة النشاط السياحي من جميع أنحاء العالم. كما يسعى إلى منع إقامة دولة فلسطينية بين نهر الأردن والبحر الأبيض المتوسط، إلى جانب إعداد مخططات هيكلية شاملة للمنطقة.
إلى جانب القضايا البلدية والأمنية، يُعد المجلس الذراع السياسية للمستوطنين اليهود في يشع، حيث يمارس الضغط على الكنيست والحكومة للدفاع عن مصالحهم. كما ينفذ حملات دعائية لدعم الاستيطان وينظم احتجاجات عامة لتأييد سياساته.

## أبرز النشاطات والمواقف
1. التنسيق مع الحكومة لتعزيز الاستيطان: يعمل المجلس بشكل وثيق مع قيادة الدولة لدعم المشروع الاستيطاني، ويعارض القرارات الحكومية التي يعتبرها ضارة بهذا المشروع.
2. تطوير البنية التحتية: في عام 2017، قاد مجلس يشع حملة لدعم خطط تطوير الطرق الالتفافية في مناطق الضفة الغربية وغور الأردن لمصلحة المستوطنين ، بعد سنوات من إهمال البنية التحتية للنقل في المنطقة، وفقًا لما ذكره المجلس. وبعد هذه الحملة، وافق رئيس الوزراء بنيامين نتنياهو على طلبات مجلس يشع ووافق على ميزانية لتخطيط وتنفيذ عدد من الطرق، بما في ذلك الطريق الالتفافي لحوارة، الطريق الالتفافي للعروب (طريق "قلب يهودا")[21]، تحسين وتوسيع الطريق 55 من الطريق 6 حتى الطريق 60، طريق دخول جديد ومشترك قلنديا-القدس، توسيع الطريق 437 في منطقة حاجز حزما وطريق 375 من مستوطنة تسور هداسا إلى مفرق حوسان، إضافة إلى توسيع وإضافة مسار لوسائل النقل العامة (نقطة) في الطريق 446 شيلات-موديعين وفي الطريق 505 أريئيل-تقاطع تفوح، وغير ذلك.[22] في عام 2021، وقبل تشكيل الحكومة الإسرائيلية السادسة والثلاثين، وفي أعقاب محاولة وزيرة النقل المقررة مرياف ميخائيلي تقليص ميزانية النقل في يهودا والسامرة، نجح مجلس يشع في إقناع حزب "أمل جديد" بإدراج بند في الاتفاقات الائتلافية يضمن استمرارية نقل الميزانية للطرق واستمرار الوضع القائم.[23][24]
3. حملة "معاليه أدوميم أولًا" (2016): أطلق المجلس حملة للمطالبة بفرض القانون الإسرائيلي على مستوطنة معاليه أدوميم، استنادًا إلى استطلاع زعم أن 78% من السكان اليهود يؤيدون ضمها حتى بدون اتفاق مع الفلسطينيين.[25] تلقّت الحملة دعمًا سياسيًا واسعًا، لكن نتنياهو أوقف المشروع بانتظار تنصيب الرئيس الأمريكي دونالد ترامب.[26] لاحقًا، توسعت الحملة للمطالبة بضم كامل المنطقة المصنفة "C"، حيث بلغت ذروتها خلال زيارة نتنياهو لواشنطن عندما أعلن عن نيته ضم المستوطنات الإسرائيلية، لكن ذلك لم يُنفَّذ.
4. إغلاق لجنة التواجد الدولي المؤقت في الخليل(TIPH) عام 2018-2019: قاد المجلس حملة ضد بعثة المراقبين الدوليين TIPH، متهمًا إياها بالتحيز ضد إسرائيل وسكان المستوطنات اليهودية في الخليل. لاقت الحملة دعمًا من أعضاء الكنيست ورئيس الوزراء بنيامين نتنياهو، الذي قرر عدم تجديد تفويض البعثة، ما أدى إلى إنهاء عملها رسميًا في 2019.[27][28][29]
5. إنشاء مركز تراث الاستيطان: في عام 2018، صادقت الحكومة على مبادرة المجلس لإنشاء متحف يوثق تاريخ الاستيطان في يهودا والسامرة، تكريمًا لرئيس الوزراء الأسبق إسحاق شامير، في مستوطنة معاليه أدوميم. من المخطط افتتاح المشروع عام 2025.[30]
6. معارضة "صفقة القرن" (2020): رغم اعتبار الخطة الأمريكية دعمًا للمستوطنات، رفض مجلس يشع "خطة ترامب" بحجة أنها تعترف بدولة فلسطينية وقد تعرقل التوسع الاستيطاني.[31]
7. حملة "تسوية الاستيطان الشاب": في ديسمبر 2020، أطلق المجلس هذه الحملة بهدف شرعنة البؤر الاستيطانية غير القانونية في الضفة الغربية . تضمنت الحملة اعتصامات أمام مكتب رئيس الوزراء في القدس وإضرابات عن الطعام من قبل مستوطني البؤر الاستيطانية.[32]

## أعضاء المجلس
يتكون مجلس "يشع" من 25 رئيس سلطة محلية في مناطق يهودا، السامرة، وغور الأردن، والذين يشكلون الهيئة الإدارية للمجلس، إلى جانب الأمين العام لمنظمة "أمانا"، زئيف حيفر. يرأس المجلس أحد أعضائه بصفته رئيسًا، ويتم انتخابه عبر انتخابات ديمقراطية من قِبل أعضاء الهيئة الإدارية.
تعقد الهيئة الإدارية اجتماعاتها مرة كل ثلاثة أسابيع، وتُشرف فعليًا على إدارة المجلس. حتى تنفيذ خطة "فك الارتباط" عام 2005، كان يشارك في المجلس أيضًا رؤساء السلطات المحلية في مستوطنات قطاع غزة.
منذ تأسيسه، تم تمويل المجلس جزئيًا من رسوم العضوية التي تدفعها السلطات المحلية الأعضاء. في نوفمبر 2004، قدمت حركة "السلام الآن" التماسًا إلى المحكمة العليا الإسرائيلية ضد استخدام ميزانية السلطات المحلية لتمويل أنشطة المجلس ضد خطة فك الارتباط. أصدرت المحكمة أمرًا مؤقتًا بمنع تحويل الأموال من السلطات المحلية إلى المجلس، إلا أنها قررت في مايو 2006 أن هذا التمويل قانوني، مما جعل رسوم العضوية المصدر الرئيسي لتمويل مجلس "يشع".